# ブライアン・マクナマラ
ブライアン・マクナマラ（Brian McNamara, 1960年11月21日 - ）は、アメリカ合衆国の俳優である。

## 出演作品

### テレビ
- アーミー・ワイフ（マイケル・ホールデン）
- BONES ボーンズ -骨は語る-
- THE MENTALIST メンタリストの捜査ファイル
- CSI:マイアミ
- NCIS:LA 〜極秘潜入捜査班
- ゴースト 〜天国からのささやき
- クリミナル・マインド FBI行動分析課
- 女検察官アナベス・チェイス
- The O.C.
- NYPD BLUE 〜ニューヨーク市警15分署
- CSI:科学捜査班
- ブルック・シールズのハロー!スーザン
- メルローズ・プレイス
- 名探偵モンクシーズン5 第６話
- 私立探偵マグナム

### 映画
- ホワイトロスト
- プレデター・ソルジャー
- ヴァネッサ・ウィリアムズのクリスマス・キャロル
- WAR/運命の戦場
- 奪われた記憶
- ジェラシー/もう一度あの頃のように
- ミステリー・デイト
- アラクノフォビア
- スペース・ボイジャー
- ボールズ・ボールズ2/成金ゴルフマッチ
- ＮＹ市警おやこ特捜班
- ビリオネア・クラブ
- ウー・ウー・キッド
- ショート・サーキット
- フラミンゴキッド